# Sopho Gelovani

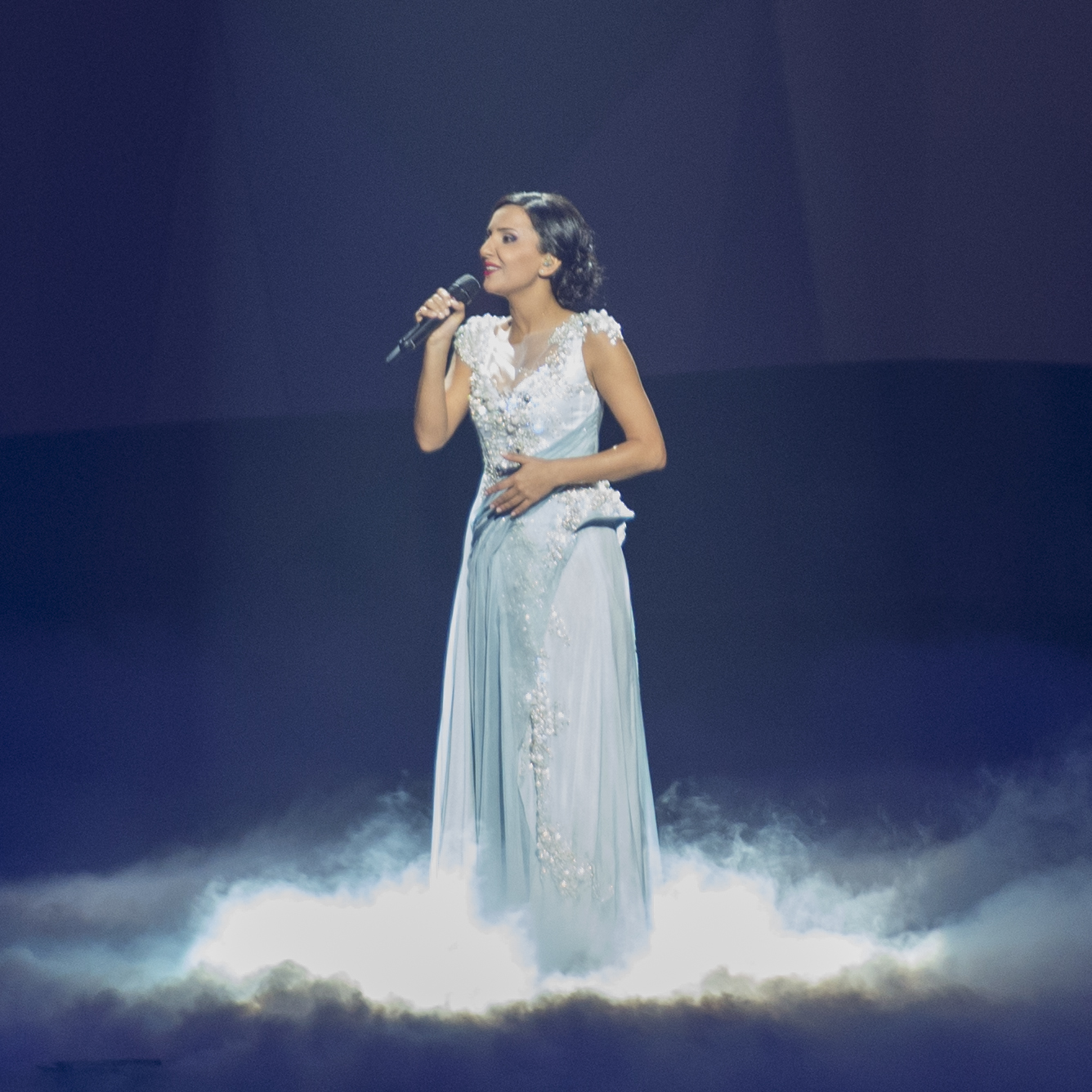
Sopho Gelovani (2013)

Sopho Gelovani (em georgiano: სოფო გელოვანი, Geórgia, 21 de Março de 1984) é uma cantora georgiana.
Em 2013, juntamente com Nodiko Tatishvili, foi escolhida para representar a Geórgia no Festival Eurovisão da Canção 2013 com a canção "Waterfall" (cantado em inglês) composto por Thomas G:son, que concoreu na 2ª semi-final e terminou em 10º lugar com 63 pontos, conseguindo o apuramento para a final, onde terminou em 15º lugar com 50 pontos.